# Le Journal du Dimanche

Logo

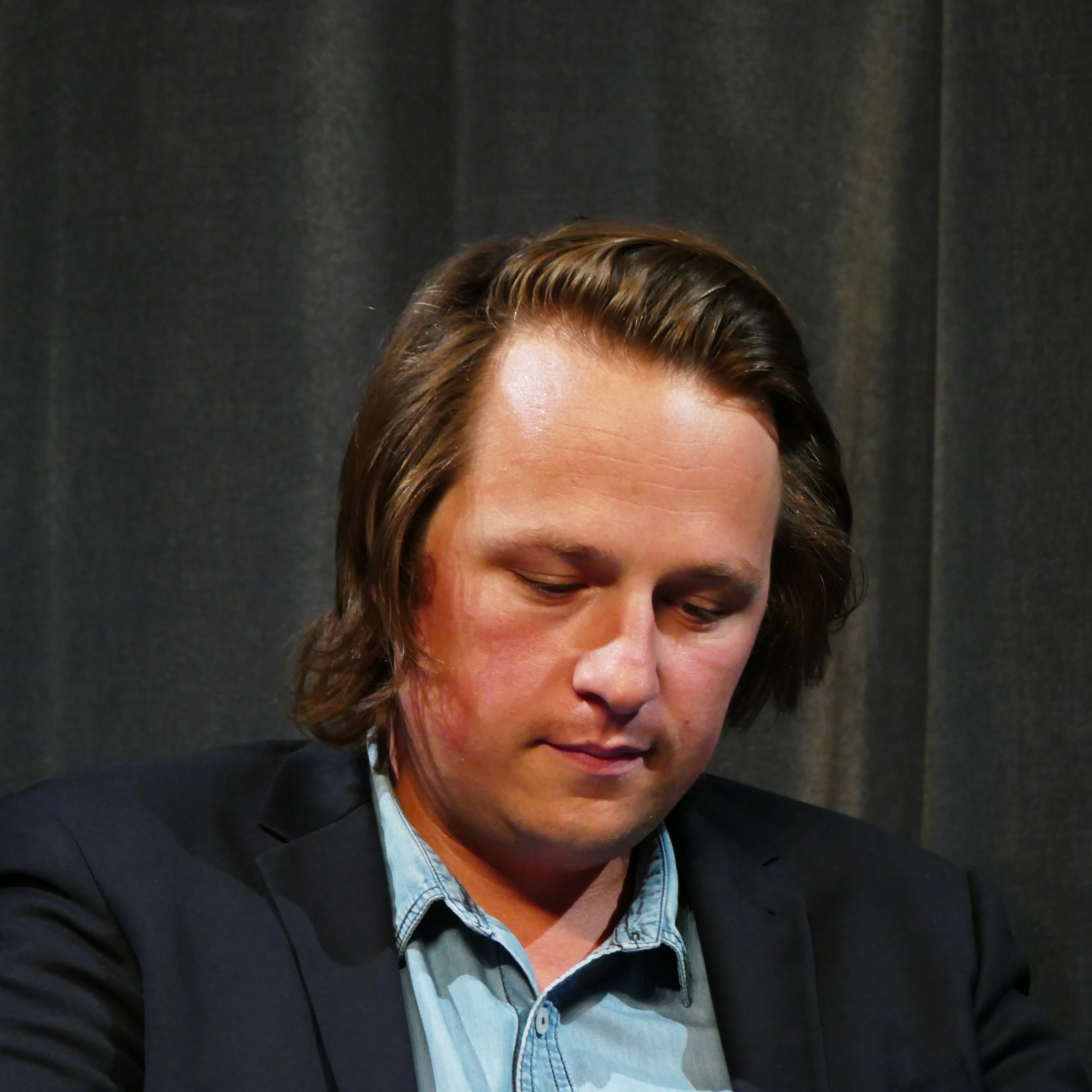
Geoffroy Lejeune

Le Journal du Dimanche (JDD) is een Franse zondagskrant die voor het eerst in 1948 verscheen. In 2019 was de wekelijkse oplage 141.190. De krant maakt deel uit van Lagardère Media News en is gevestigd in Levallois-Perret in het departement Hauts-de-Seine, nabij Parijs. De krant heeft een vijftigtal vaste werknemers en circa dertig freelancers.
De krant werd in 2021 overgenomen door de miljardair Vincent Bolloré, gekend van de gelijknamige groep. Onder zijn bewind nam de krant een rechtsere positie in, wat tot een 40 dagen durende staking midden 2023 leidde. Onder Bolloré is Geoffroy Lejeune als hoofdredacteur aangesteld, na zijn vertrek van Valeurs actuelles.